# Weinmannia trichosperma

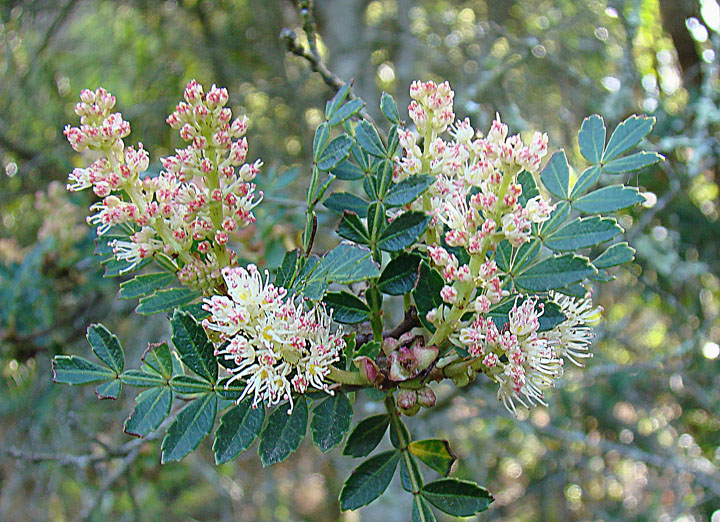
Blütenstand

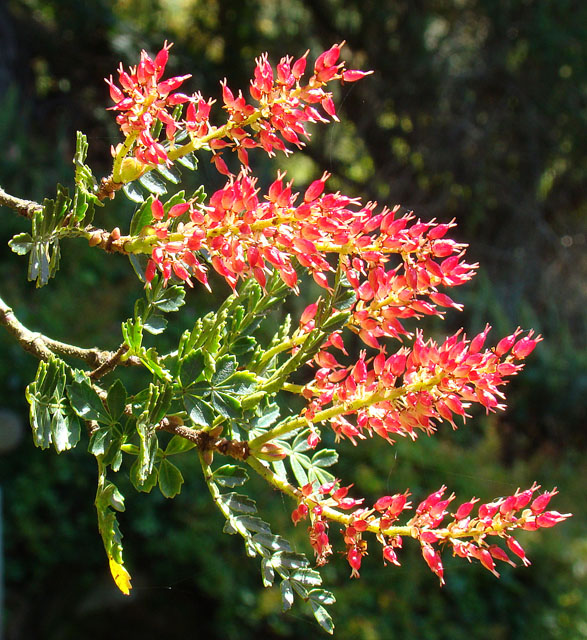
Fruchtstand

Weinmannia trichosperma ist ein Baum in der Familie der Cunoniaceae aus Chile und Argentinien.

## Beschreibung
Weinmannia trichosperma wächst als langsamwüchsiger, immergrüner Baum über 30 Meter hoch und gehört damit oft zu den über das Kronendach ragenden Emergenten. Der Stammdurchmesser erreicht über 80 Zentimeter. Der sehr langlebige Baum kann einige hundert Jahre alt werden.
Die gegenständigen und gestielten, kurzen Laubblätter sind unpaarig gefiedert mit bis zu 17 Blättchen. Der bis zu 1 Zentimeter lange Blattstiel ist kurz geflügelt. Die mehr oder weniger behaarte, bis 8 Zentimeter lange Rhachis ist breit geflügelt, mit spitziggezähnten, drachenviereckigen Flügeln. Die sitzenden und elliptischen bis verkehrt-eiförmigen, fast kahlen, ledrigen, spitzen Blättchen sind im vorderen Teil grob spitziggesägt. Sie sind bis etwa 2 Zentimeter lang, oberseits dunkelgrün und unterseits heller. Die rundlichen und geöhrten Nebenblätter sind abfallend.
Es werden endständige, kurze, traubige, zylindrische, glasbürstenförmige und leicht behaarte Blütenstände mit bücheligen Gruppen gebildet. Die kleinen, duftenden und weißlichen bis cremefarbenen, kurz gestielten, vierzähligen Blüten sind zwittrig mit doppelter Blütenhülle. Es sind 8–10 leicht ungleiche, vorstehende Staubblätter vorhanden. Der zweikammerige Fruchtknoten ist oberständig mit zwei kurzen, pfriemlichen Griffeln mit minimalen Narben. Es sind Nektardrüsen vorhanden.
Es werden kleine, rote, glänzende und eiförmige bis ellipsoide, zweiteilige, bis 3,5–4 Millimeter große, glatte Kapselfrüchte mit beständigen Griffeln gebildet. Die kleinen braunen, etwa 0,7–1,1 Millimeter großen, eiförmigen Samen sind schütter, lang behaart.

## Verwendung
Das mittelschwere, harte und mäßig beständige Holz ist begehrt. Es ist bekannt als Tineo.